# Cratere Jaja
Jaja  è un cratere sulla superficie di Cerere.